# Saulon-la-Rue
 Saulon-la-Rue  là một xã thuộc tỉnh Côte-d’Or trong vùng Bourgogne-Franche-Comté miền đông nước Pháp.